# Jason Dawe (hockey sur glace)
Pour les articles homonymes, voir Jason Dawe et Dawe.
Jason Eric Dawe (né le 29 mai 1973 à North York dans la province de l'Ontario, au Canada) est un joueur professionnel retraité de hockey sur glace.

## Carrière
Dawe a commencé à jouer avec les Petes de Peterborough de la Ligue de hockey de l'Ontario, avec laquelle il inscrivit 337 points en 241 parties. Il est sélectionné au deuxième tour du repêchage de 1991 de la LNH par les Sabres de Buffalo avec qui il évolue jusqu'en 1998 avant de passer aux mains des Islanders de New York.
Il joue par la suite quelques rencontres avec les Canadiens de Montréal et les Rangers de New York avant de se retirer en 2005 après une saison passé avec les Checkers de Charlotte de l'ECHL

## Entraineur
Le 26 août 2009, Dawe a été nommé assistant-entraineur pour les Checkers de Charlotte pour qui il travaille une saison. Il revient derrière le banc à titre d'entraîneur-chef en 2024 avec les Bears de Muskoka, équipe junior évoluant en Ontario.

## Statistiques

### Statistiques en club
| Saison     | Équipe                 | Ligue          |     | Saison régulière | Saison régulière | Saison régulière | Saison régulière | Saison régulière |    | Séries éliminatoires | Séries éliminatoires | Séries éliminatoires | Séries éliminatoires | Séries éliminatoires |
| Saison     | Équipe                 | Ligue          | PJ  | B                | A                | Pts              | Pun              | PJ               | B  | A                    | Pts                  | Pun                  |                      |                      |
| 1989-1990  | Petes de Peterborough  | LHO            | 50  | 15               | 18               | 33               | 19               | 12               | 4  | 7                    | 11                   | 4                    |                      |                      |
| 1990-1991  | Petes de Peterborough  | LHO            | 66  | 43               | 27               | 70               | 43               | 4                | 3  | 1                    | 4                    | 0                    |                      |                      |
| 1991-1992  | Petes de Peterborough  | LHO            | 66  | 53               | 55               | 108              | 55               | 4                | 5  | 0                    | 5                    | 0                    |                      |                      |
| 1992-1993  | Petes de Peterborough  | LHO            | 59  | 58               | 68               | 126              | 80               | 21               | 18 | 33                   | 51                   | 18                   |                      |                      |
| 1993       | Petes de Peterborough  | Coupe Memorial |     |                  |                  |                  |                  | 5                | 3  | 6                    | 9                    | 4                    |                      |                      |
| 1992-1993  | Americans de Rochester | LAH            |     |                  |                  |                  |                  | 3                | 1  | 0                    | 1                    | 0                    |                      |                      |
| 1993-1994  | Americans de Rochester | LAH            | 48  | 22               | 14               | 36               | 44               |                  |    |                      |                      |                      |                      |                      |
| 1993-1994  | Sabres de Buffalo      | LNH            | 32  | 6                | 7                | 13               | 12               | 6                | 0  | 1                    | 1                    | 6                    |                      |                      |
| 1994-1995  | Americans de Rochester | LAH            | 44  | 27               | 19               | 46               | 24               |                  |    |                      |                      |                      |                      |                      |
| 1994-1995  | Sabres de Buffalo      | LNH            | 42  | 7                | 4                | 11               | 19               | 5                | 2  | 1                    | 3                    | 6                    |                      |                      |
| 1995-1996  | Americans de Rochester | LAH            | 7   | 5                | 4                | 9                | 2                |                  |    |                      |                      |                      |                      |                      |
| 1995-1996  | Sabres de Buffalo      | LNH            | 67  | 25               | 25               | 50               | 33               |                  |    |                      |                      |                      |                      |                      |
| 1996-1997  | Sabres de Buffalo      | LNH            | 81  | 22               | 26               | 48               | 32               | 11               | 2  | 1                    | 3                    | 6                    |                      |                      |
| 1997-1998  | Sabres de Buffalo      | LNH            | 68  | 19               | 17               | 36               | 36               |                  |    |                      |                      |                      |                      |                      |
| 1997-1998  | Islanders de New York  | LNH            | 13  | 1                | 2                | 3                | 6                |                  |    |                      |                      |                      |                      |                      |
| 1998-1999  | Islanders de New York  | LNH            | 22  | 2                | 3                | 5                | 8                |                  |    |                      |                      |                      |                      |                      |
| 1998-1999  | Canadiens de Montréal  | LNH            | 37  | 4                | 5                | 9                | 14               |                  |    |                      |                      |                      |                      |                      |
| 1999-2000  | Admirals de Milwaukee  | LIH            | 41  | 11               | 13               | 24               | 24               |                  |    |                      |                      |                      |                      |                      |
| 1999-2000  | Wolf Pack de Hartford  | LAH            | 27  | 9                | 9                | 18               | 24               | 21               | 10 | 7                    | 17                   | 37                   |                      |                      |
| 1999-2000  | Rangers de New York    | LNH            | 3   | 0                | 1                | 1                | 2                |                  |    |                      |                      |                      |                      |                      |
| 2000-2001  | Wolf Pack de Hartford  | LAH            | 4   | 2                | 0                | 2                | 2                |                  |    |                      |                      |                      |                      |                      |
| 2001-2002  | Wolf Pack de Hartford  | LAH            | 79  | 28               | 37               | 65               | 46               | 9                | 4  | 0                    | 4                    | 10                   |                      |                      |
| 2001-2002  | Rangers de New York    | LNH            | 1   | 0                | 0                | 0                | 0                |                  |    |                      |                      |                      |                      |                      |
| 2002-2003  | IceCats de Worcester   | LAH            | 71  | 17               | 28               | 45               | 47               | 3                | 0  | 0                    | 0                    | 5                    |                      |                      |
| 2003-2004  | Kärpät Oulu            | SM-Liiga       | 15  | 0                | 1                | 1                | 8                |                  |    |                      |                      |                      |                      |                      |
| 2003-2004  | Americans de Rochester | LAH            | 41  | 9                | 20               | 29               | 23               | 1                | 0  | 0                    | 0                    | 0                    |                      |                      |
| 2004-2005  | Checkers de Charlotte  | ECHL           | 49  | 13               | 18               | 31               | 24               | 15               | 1  | 6                    | 7                    | 4                    |                      |                      |
| Totaux LNH | Totaux LNH             | Totaux LNH     | 366 | 86               | 90               | 176              | 162              | 22               | 4  | 3                    | 7                    | 18                   |                      |                      |

### Statistiques internationale
| Année | Équipe     | Compétition                 |   | PJ | B | A | Pts | Pun               |  | Résultat |
| 1993  | Canada U20 | Championnat du monde junior | 7 | 3  | 3 | 6 | 8   | Médaille d'or     |  |          |
| 1996  | Canada     | Championnat du monde        | 8 | 3  | 0 | 3 | 2   | Médaille d'argent |  |          |

## Honneurs et trophées
- Ligue de hockey de l'Ontario
  - Membre de la troisième équipe d'étoile en 1992.
  - Membre de la première équipe d'étoile en 1993.
  - Champion de la ligue en saison régulière en 1993.
- Ligue canadienne de hockey
  - Membre de la deuxième équipe d'étoile en 1993.
  - Trophée du joueur ayant la meilleure conduite sportive en 1993.
- Championnat du monde junior
  - Médaille d'or en 1993.
- Championnat du monde
  - Médaille d'argent en 1996.
- Ligue américaine de hockey
  - Champion de la Coupe Calder avec le Wolf Pack de Hartford en 2000.

## Transactions en carrière
- 1991 : Repêché par les Sabres de Buffalo (2e choix de l'équipe, 35e au total)
- 24 mars 1998 ; échangé par les Sabres aux Islanders de New York en retour de Jason Holland et Paul Kruse.
- 15 décembre 1998 ; réclamé au ballotage par les Canadiens de Montréal.
- 2 octobre 1999 ; signe à titre d'agent libre avec les Predators de Nashville.
- 3 février 2000 ; échangé par les Predators aux Rangers de New York en retour de Ievgueni Namestnikov.
- 23 juillet 2002 ; signe à titre d'agent lilbre avec les Blues de Saint-Louis.
- 7 juillet 2003 ; signe à titre d'agent lilbre avec le Kärpät Oulu de la SM-Liiga.
- 8 décembre 2003 ; signe à titre d'agent lilbre avec les Aeros de Houston de la LAH.
- 12 décembre 2003 ; réclamé au ballotage de la LAH par les Americans de Rochester.
- 8 décembre 2003 ; signe à titre d'agent lilbre avec les Checkers de Charlotte de l'ECHL.